# Miridius
Miridius is een geslacht van wantsen uit de familie blindwantsen. Het geslacht werd voor het eerst wetenschappelijk beschreven door Fieber in 1858.

## Soorten
Het genus bevat de volgende soorten:

- Miridius longiceps Wagner, 1955
- Miridius multidentatus Carapezza, 1997
- Miridius pallidus Horvath, 1887
- Miridius quadrivirgatus (A. Costa, 1853)
- Miridius rubrolineatus (Poppius, 1912)